# 조윤주
조윤주(1988년 ~ )는 대한민국의 기업인이다. 아이코닉스 CEO로 재임했었다.

## 대표 캐릭터
| 대표 캐릭터     | 비고         |
| --------------- | ------------ |
| 뽀롱뽀롱 뽀로로 |              |
| 꼬마버스 타요   |              |
| 플라워링 하트   | 미미월드     |
| 스톤에이지      | 넷마블       |
| 홍이장군        | 한국인삼공사 |